# Spatenkultur

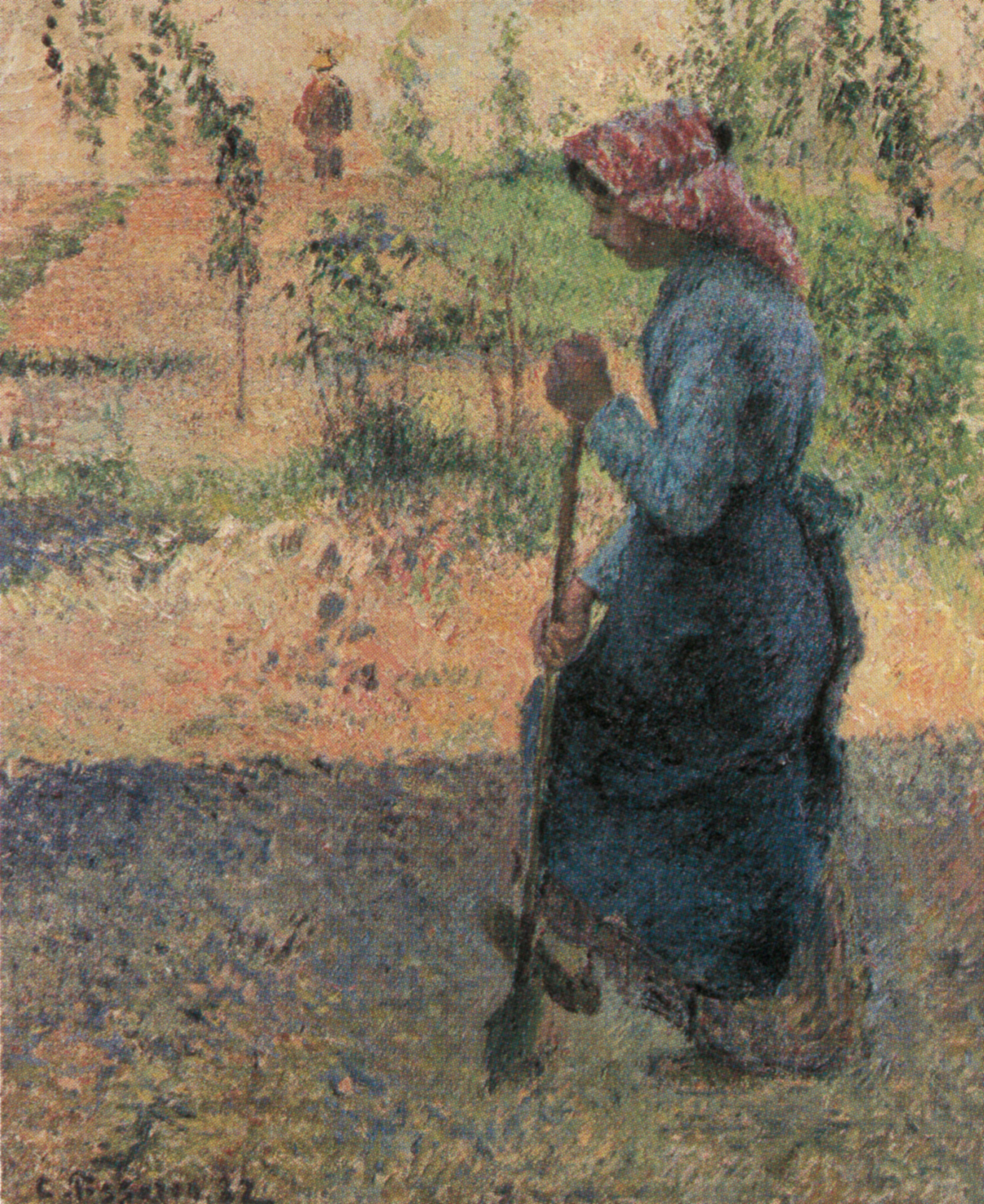
Camille Pissarro Studie eines Bauernmädchens beim Umgraben (1882)

Als Spatenkultur wird die Bearbeitung des Bodens im Garten oder auf dem Feld (Feldgärtnerei) von Hand mit dem Spaten und anderen Gartengeräten, wie der Hacke oder der Grabgabel, bezeichnet.

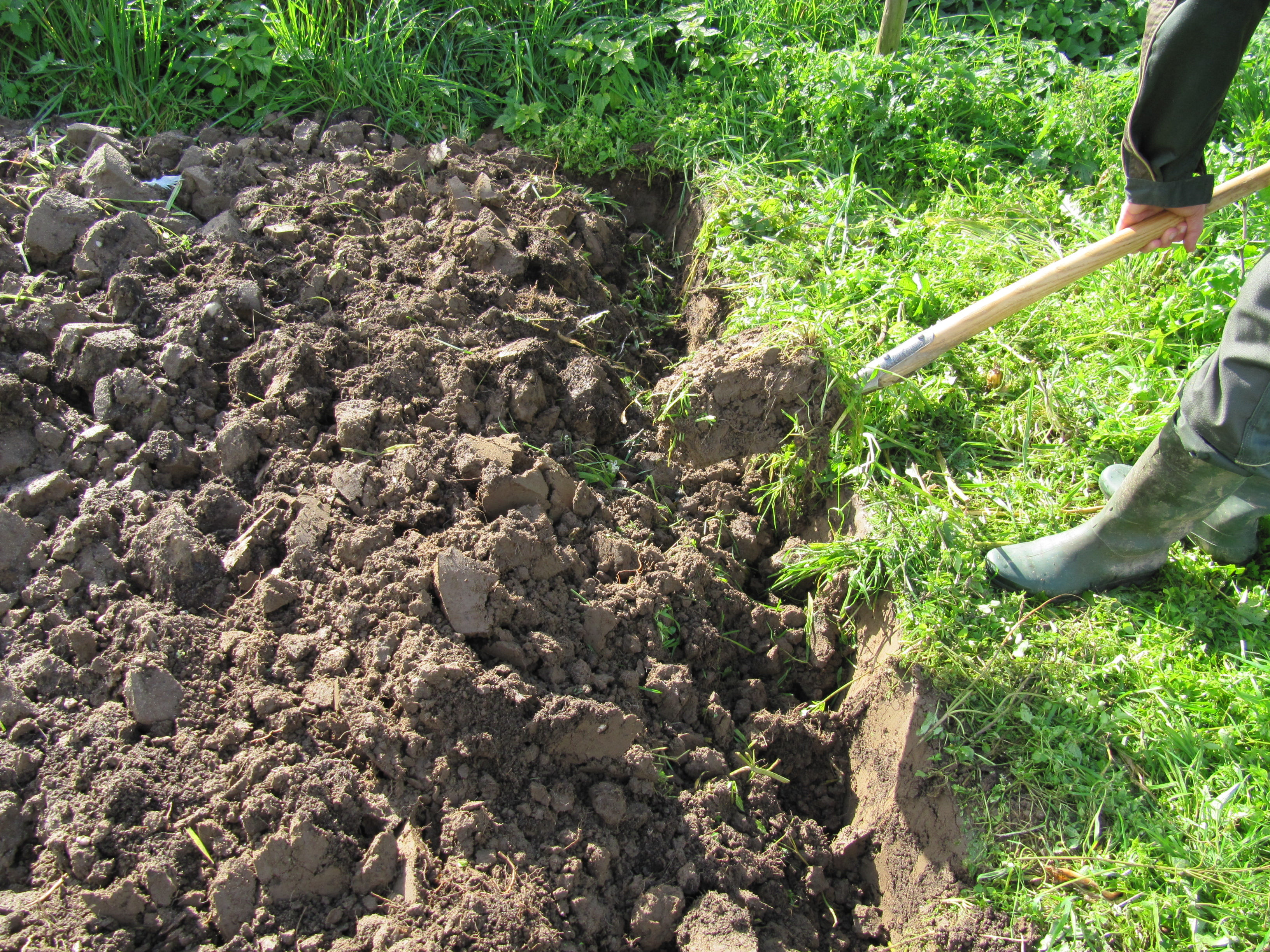
Grundlage der Spatenkultur: Grabearbeit mit dem Spaten

Die Spatenkultur kann sorgfältiger ausgeführt werden als mit landwirtschaftlichen Maschinen, dieses erfordert aber viel mehr Zeit und Krafteinsatz. Deshalb ist sie heute in der Landwirtschaft und auch im Erwerbsgartenbau weitgehend bedeutungslos geworden. In Deutschland war die Spatenkultur noch bis in den Anfang des 20. Jahrhunderts  z. B. beim Anbau von Möhren oder im Weinbau gebräuchlich. 
Beim hobbymäßigen Gartenbau ist sie dagegen weiterhin noch überwiegend anzutreffen. 